# 嶺春泰
嶺 春泰（みね しゅんたい、延享3年（1746年）－寛政5年10月6日（1793年11月9日））は、江戸時代中期の蘭方医。晴泰は号で、諱は観、幼名は粂五郎、 字は子光。

## 経歴
上野国高崎藩の藩医の家に生まれる。宝暦7年（1757年）に父が急逝したために翌年家督を継ぎ、宝暦12年（1762年）に藩主松平輝高の命令によって江戸詰を命じられ、安永6年（1777年）に藩主の御匕役に任じられた。後に山脇東門次いで前野良沢に師事して『解体新書』の翻訳にも参加した。後に著名な漢方医であった片倉鶴陵の隣家に居住することになると、親密に交際して鶴陵にオランダ医学を伝授した。後にオランダの内科診断学書を翻訳して『五液精要』と称したが、未完のまま後事を宇田川玄随に託して没した。
墓所は当初は江戸本郷の三念寺にあったが、現在は多磨墓地に改葬されている。